# Campionati del mondo di mezza maratona 1993
I Campionati del mondo di mezza maratona 1993 (2ª edizione) si sono svolti il 3 ottobre a Bruxelles, in Belgio. Vi hanno preso parte 254 atleti (di cui 133 uomini, 86 donne e 35 juniores) in rappresentanza di 49 nazioni.

## Gara seniores maschile

### Individuale
| Posizione | Atleta               | Nazionalità                         | Tempo    |
| --------- | -------------------- | ----------------------------------- | -------- |
| Oro       | Vincent Rousseau     | Belgio                              | 1h00'06" |
| Argento   | Steve Moneghetti     | Australia                           | 1h00'10" |
| Bronzo    | Carl Thackery        | Regno Unito                         | 1h00'54" |
| 4º        | Lameck Aguta         | Kenya                               | 1h01'15" |
| 5º        | Valdenor dos Santos  | Brasile                             | 1h01'17" |
| 6º        | Antonio Silio        | Argentina                           | 1h01'35" |
| 7º        | John Andrews         | Australia                           | 1h01'37" |
| 8º        | Adam Motlagale       | Sudafrica                           | 1h01'42" |
| 9º        | Rainer Wachenbrunner | Germania                            | 1h02'00" |
| 10º       | Jan Ikov             | Danimarca                           | 1h02'02" |
| 11º       | Kozu Akutsu          | Giappone                            | 1h02'07" |
| 12º       | Kidane Gebrmichael   | Governo di transizione dell'Etiopia | 1h02'10" |
| 13º       | Thomas Osano         | Kenya                               | 1h02'10" |
| 14º       | Haruo Urata          | Giappone                            | 1h02'12" |
| 15º       | Mark Flint           | Regno Unito                         | 1h02'13" |

### A squadre
| Posizione | Squadra     | Atleti                                    | Tempo    |
| --------- | ----------- | ----------------------------------------- | -------- |
| Oro       | Kenya       | Lameck Aguta Thomas Osano Joseph Cheromei | 3h05'40" |
| Argento   | Australia   | Steve Moneghetti John Andrews Pat Carroll | 3h05'43" |
| Bronzo    | Regno Unito | Carl Thackery Mark Flint Dave Lewis       | 3h06'10" |

## Gara seniores femminile

### Individuale
| Posizione | Atleta             | Nazionalità | Tempo    |
| --------- | ------------------ | ----------- | -------- |
| Oro       | Conceição Ferreira | Portogallo  | 1h10'07" |
| Argento   | Mari Tanigawa      | Giappone    | 1h10'09" |
| Bronzo    | Tegla Loroupe      | Kenya       | 1h10'12" |
| 4ª        | Miyoko Takahashi   | Giappone    | 1h10'15" |
| 5ª        | Elena Murgoci      | Romania     | 1h10'17" |
| 6ª        | Anuţa Cătună       | Romania     | 1h10'39" |
| 7ª        | Iulia Negura       | Romania     | 1h11'22" |
| 8ª        | Albertina Machado  | Portogallo  | 1h11'39" |
| 9ª        | Adriana Barbu      | Romania     | 1h11'52" |
| 10ª       | Akari Takemoto     | Giappone    | 1h11'58" |
| 11ª       | Maria Luisa Muñoz  | Spagna      | 1h12'04" |
| 12ª       | Suzanne Rigg       | Regno Unito | 1h12'07" |
| 13ª       | Natalya Galushko   | Belgio      | 1h12'08" |
| 14ª       | Annick Clouvel     | Francia     | 1h12'12" |
| 15ª       | Rosa Oliveira      | Portogallo  | 1h12'26" |

### A squadre
| Posizione | Squadra    | Atleti                                             | Tempo    |
| --------- | ---------- | -------------------------------------------------- | -------- |
| Oro       | Romania    | Elena Murgoci Anuţa Cătună Iulia Negura            | 3h32'18" |
| Argento   | Giappone   | Mari Tanigawa Miyoko Takahashi Akari Takemoto      | 3h32'22" |
| Bronzo    | Portogallo | Conceição Ferreira Albertina Machado Rosa Oliveira | 3h34'00" |

## Gara juniores maschile

### Individuale
| Posizione | Atleta             | Nazionalità                         | Tempo    |
| --------- | ------------------ | ----------------------------------- | -------- |
| Oro       | Meck Mothuli       | Sudafrica                           | 1h02'11" |
| Argento   | Biruk Bekele       | Governo di transizione dell'Etiopia | 1h03'32" |
| Bronzo    | Isaac Radebe       | Sudafrica                           | 1h03'35" |
| 4º        | Frank Pooe         | Sudafrica                           | 1h04'00" |
| 5º        | Tegenu Abebe       | Governo di transizione dell'Etiopia | 1h04'19" |
| 6º        | Aleksey Sobolev    | Russia                              | 1h05'12" |
| 7º        | Giovanni Ruggiero  | Italia                              | 1h05'21" |
| 8º        | Rosario Daidoni    | Italia                              | 1h05'35" |
| 9º        | Yifru Fekada Yifru | Governo di transizione dell'Etiopia | 1h05'43" |
| 10º       | Valeriy Kuzman     | Russia                              | 1h06'12" |
| 11º       | Ottaviano Andriani | Italia                              | 1h06'16" |
| 12º       | Adam Selebalo      | Sudafrica                           | 1h06'46" |
| 13º       | Anton Nikolesko    | Russia                              | 1h07'02" |
| 14º       | Antonio Andriani   | Italia                              | 1h07'08" |
| 15º       | Johnny Loría       | Costa Rica                          | 1h07'13" |

### A squadre
| Posizione | Squadra                             | Atleti                                               | Tempo |
| --------- | ----------------------------------- | ---------------------------------------------------- | ----- |
| Oro       | Sudafrica                           | Meck Mothuli Isaac Radebe Frank Pooe                 | -     |
| Argento   | Governo di transizione dell'Etiopia | Biruk Bekele Tegenu Abebe Yifru Fekada Yifru         | -     |
| Bronzo    | Italia                              | Giovanni Ruggiero Rosario Daidoni Ottaviano Andriani | -     |

## Medagliere
| Posizione | Paese                               | Oro | Argento | Bronzo | Totale |
| --------- | ----------------------------------- | --- | ------- | ------ | ------ |
| 1         | Sudafrica                           | 2   | 0       | 1      | 3      |
| 2         | Kenya                               | 1   | 0       | 1      | 2      |
| 2         | Portogallo                          | 1   | 0       | 1      | 2      |
| 4         | Belgio                              | 1   | 0       | 0      | 1      |
| 4         | Romania                             | 1   | 0       | 0      | 1      |
| 6         | Australia                           | 0   | 2       | 0      | 2      |
| 6         | Governo di transizione dell'Etiopia | 0   | 2       | 0      | 2      |
| 6         | Giappone                            | 0   | 2       | 0      | 2      |
| 9         | Regno Unito                         | 0   | 0       | 2      | 2      |
| 10        | Italia                              | 0   | 0       | 1      | 1      |
| Totale    | Totale                              | 6   | 6       | 6      | 18     |